# 格倫羅克 (內布拉斯加州)
格倫羅克（英語：Glenrock）是位於美國內布拉斯加州尼馬哈縣的非建制地區。

## 歷史
格倫羅克的郵局於1859年設立，其後於1929年停運。

## 地理
格倫羅克所處的海拔為高於海平面291米（即955英呎），而該地所採用的時區為UTC-6，即北美中部时区（CST）。同時該地設有夏令時間，為UTC-6調快一小時，即UTC-5（CDT）。